# Toplița

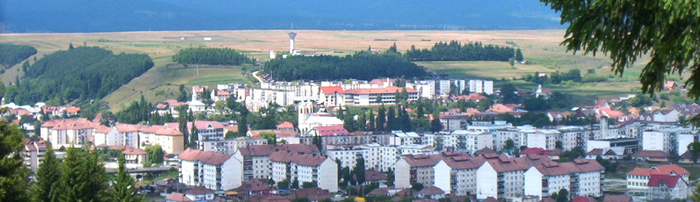
Panoramabild aus Toplița

Toplița (ungarisch Maroshévíz, deutsch Töplitz) ist eine Stadt im Kreis Harghita in der Region Siebenbürgen in Rumänien.

## Geographische Lage
Die Stadt liegt 37 km nördlich von Gheorgheni, inmitten der Ostkarpaten, am oberen Lauf des Flusses Mureș. Toplița liegt an der Kreuzung der Nationalstraße 12 (Toplița – Sfântu Gheorghe) mit der Nationalstraße 15, die über den 1105 m hohen Karpatenpass Borsec nach Borsec und Piatra Neamț führt. Es liegt zudem auch an der Eisenbahnlinie von Târgu Mureș nach Gheorgheni. Wegen seiner gebirgigen Umgebung wird die Stadt von vielen Touristen besucht.

## Geschichte
In der Antike lag hier vermutlich die dakische Siedlung Sangidava (laut Ptolemäus). Die Stadt wurde in der Neuzeit 1658 erwähnt, damals gehörte sie zum Fürstentum Siebenbürgen. Als Teil Siebenbürgens gehörte die Stadt ab dem Ende des 17. Jh. zur Habsburgermonarchie. Nach dem Ersten Weltkrieg kam die Stadt zu Rumänien. Infolge des Zweiten Wiener Schiedsspruchs 1940 gehörte sie erneut für vier Jahre zu Ungarn, seit 1944 wieder zu Rumänien.

## Bevölkerung
Im Jahr 2002 hatte sie 15.880 Einwohner, darunter 11.291 (71,1 %) Rumänen, 4039 (25,4 %) Ungarn (Szekler) und 486 (3,1 %) Roma. Es ist die viertgrößte Stadt des Kreises Harghita und dort die größte Stadt mit einer rumänischen Bevölkerungsmehrheit.

## Persönlichkeiten
- Miron Cristea (1868–1939), war von 1925 bis 1939 der erste rumänisch-orthodoxe Metropolit;[4] und 1938/39 Ministerpräsident Rumäniens; 1919 Ehrenmitglied der Rumänischen Akademie.[5][6]
- Gunther Philipp (1918–2003), österreichischer Arzt, Kabarettist, Schauspieler, Autor und Sportler